# Watership Down (película)
Watership Down (Orejas Largas en España o Hazel: El Príncipe de los Conejos en Hispanoamérica), es una película animada inglesa de 1978 escrita y dirigida por Martin Rosen, basada en la novela homónima de Richard Adams, que fue publicada por Rex Collings Ltd en 1972. La película fue clasificada como PG por su fuerte contenido de violencia, abundancia de sangre y gore inquietante e intenso, ya que en el año en que estrenó no existía la clasificación PG-13. Ni tampoco la clasificación R. Clasificar la película como PG (para mayores de 9 años) fue considerado un gran error, ya que se han recibido quejas sobre niños que vieron la película, y terminaron completamente traumatizados. Hoy en día, la película aún conserva su clasificación original, aunque mucha gente la considera una película para mayores.
Los derechos de la película en Inglaterra los tiene los estudios Universal Pictures y en Estados Unidos Warner Bros.
La película fue protagonizada por el famoso actor inglés John Hurt y, además, fue el último trabajo de Zero Mostel como actor ya que la película fue estrenada después de su muerte. También se encuentra el sencillo "Bright Eyes" de Art Garfunkel, cual se volvió un éxito en Reino Unido.

## Argumento
Según la cultura y mitología lapina, que es el idioma de los conejos de Adams, el mundo fue creado por el dios Frith (Michael Hordern), quien representa el Sol. Todos los animales vivían en armonía, pero los conejos con el tiempo se multiplicaron, y su apetito llevó a una escasez de alimentos. En las oraciones de los animales desesperados, Frith le advirtió al príncipe conejo El-ahrairah que controlara a su pueblo, pero se burló. En represalia, Frith dio dones especiales para todos los animales, pero algunos animales se hicieron depredadores para cazar a los conejos. Luego, a El-ahrairah se le apareció el Conejo Negro de la Muerte (Joss Ackland) (una versión del conejo de la Parca). Satisfecho de que El-ahrairah ("Príncipe de los Mil Enemigos") había aprendido la lección, Frith también le dio a los conejos velocidad y astucia; mientras que muchos tratarán de matarlos, los conejos pueden sobrevivir gracias a su ingenio y rapidez.
En el presente, en el campo de Sandleford en Inglaterra, Fiver (Richard Briers), un conejo vidente, tiene una visión apocalíptica y se va con su hermano mayor Hazel (John Hurt) para rogarle a Threarah (Ralph Richardson), el jefe de la madriguera, en la madriguera evacuada, pero se desestimó y tratar de hacer un éxodo a sí mismos. El grupo se reúne resistencia por parte de la fuerza policial del laberinto llamado Owsla, pero ocho manejan para luchar y escapar: Hazel, Fiver, Bigwig (Michael Graham Cox), Blackberry (Simon Cadell), Pipkin (Roy Kinnear), Silver (Terence Rigby), Dandelion (Richard O'Callaghan) y Violet. Pero antes son casi arrestados por el capitán Holly (John Bennett). Se inicia una corta pelea pero luego descubre y reconoce a Bigwig, quien se retiró del Owsla. Viajan por los bosque peligrosos y hacen un campo de frijol para descansar. Por la mañana, Violet es asesinada por un halcón, dejando al grupo sin una hembra.
Después de varias situaciones de peligro, se encuentran con Cowslip (Denholm Elliott), el conejo enigmático, quien los invita a su madriguera. Están agradecidos, pero Fiver siente algo inquietante en la atmósfera, así como las actitudes excesivamente dimitido los conejos residentes, y se va y es seguido por su hermano hazel quien el de dice que se quede porque moriría si seguía solo, Bigwig irritado los alcanza y regaña a Fiver por supuestamente causar tensión sin sentido con su instinto.Al retirase hacia la conejera Bigwig se ve atrapado en una trampa de lazo. Hazel intenta ayudarlo y manda a fiver a obtener ayuda de sus anfitriones, pero los ignora. Cowslip no va a salvar a Bigwig, su grupo va en su ayuda dejando a los conejos anfitriones y logran romper la estaca, y Bigwig es liberado. Por unos momentos se creyó muerto, pero recuperó la conciencia. Como revela Fiver, el laberinto es alimentado por un agricultor que atrapa conejos a cambio de su comida y la protección de los depredadores. Después de salvarse Bigwig, los otros conejos voluntariamente siguen el consejo de Fiver y Hazel y exponen una vez más.
Hazel descubre la granja Nuthanger, y va con Pipkin para explorarla y Hazel ve que contiene una cabina de conejas, necesarias para una nueva madriguera. Sin embargo, no logran liberarlas por culpa de los animales de la granja, por ejemplo, un perro muy grande y peligroso y un gato (Lynn Farleigh), quien empieza a perseguirlos, pero Lucy, la hija del granjero, no deja que el gato se escape. Luego encuentran el capitán del Owsla Holly herido, que narra la destrucción de Sandleford por los seres humanos, y un misterioso grupo llamado los "Afrafános" antes de caer inconsciente. Fiver finalmente lleva al grupo a la colina que imaginaba, Watership Down, donde los conejos se asientan.
Se instalan en una conejera abandonada la cual era segura, con Hazel como jefe. Ellos se hacen amigos de una escandalosa gaviota lesionada por el gato de la granja, Keeya (Zero Mostel), que se ofrece a buscar una conejera con conejas jóvenes pero al tardar los conejos se desesperan y vuelven a Nuthanger para liberar a las conejas; pero Hazel es disparado por un peón y dado por muerto, pero Fiver tiene una visión y sigue la aparición del Conejo Negro de la Muerte que lo lleva con su hermano herido. Vuelve Keeya y le dice que para que Hazel se recupere tenían que quitarle las "piedras negras" refiriéndose a las municiones, mientras le quita las municiones, les informes de la conejera de los Afrafa, una gran madriguera con muchas hembras. Holly, que se encontró con los Afrafa, suplica a no ir allí, y lo describió como un estado totalitario, a cargo de conejos tiranos y fuertemente territoriales. Hazel siente que no tiene más remedio que ir allí. Bigwig se infiltra en la colonia y se hace un oficial Owsla por el cruel jefe, el general Woundwort (Harry Andrews). Bigwig recluta a varios fugitivos potenciales para su causa, incluyendo a Hyzenthlay (Hannah Gordon), una coneja idealista, y Blackavar (Clifton Jones), un fugitivo con cicatrices. En la oscura madriguera también se encuentran el capitán Campion (Nigel Hawthorne), un capitán de clase alta, Vervain (Derek Griffiths), un conejo malcriado y el oficial más odiado de Efrafa, quien es el jefe del Owslafa y Chervil (Derek Griffiths, otra vez), quien ayudó a Bigwig cuando era un capitán de prueba. Huyen con Woundwort y su Owsla en su persecución. El uso de un barco a flote por el río, que evade captura, ayudado por Keeya. Esa noche, Keeya deja por su patria, con la gratitud de la madriguera.
Varios días después, los seguidores Afrafános descubren su rastro y siguen a los conejos Watership. Hazel ofrece un trato con Woundwort, quien despide a Hazel, diciéndole a entregar a Bigwig y los otros desertores o matará a toda la madriguera. Los conejos de Watership ponen barricadas en su madriguera y son asediados por los Afráfanos. Fiver desliza en un trance, en el que se prevé un perro suelto en el bosque. Sus gemidos inspiran a Hazel para liberar al perro de Nuthanger y lo llevan a la madriguera para intervenir. Se escapa con Blackberry, Dandelion y Hyzenthlay.
Hazel reza a Frith, ofreciendo su vida por la de aquellos en el laberinto, una ganga Frith reconoce, pero no acepta, como el resultado en última instancia a Hazel. Hazel libera al perro, mientras que sus compañeros de cebo en siguiéndolos a Watership Down; Hazel es atacado por el gato, pero es salvado por Lucy. Cuando los Afrafános rompen las defensas del vedado, Woundwort lidera el ataque. Blackavar se enfrenta a Woundwort, pero es dominado y asesinado. Bigwig embosca a Woundwort y luchan hasta la extenuación. Vervain entra en peligro, pero es salvado por Woundwort. El perro llega y mata a muchos de los soldados efrafános. Campion también corre en peligro por el perro, pero no muere. Al oír el alboroto, Woundwort abandona a Bigwig y sin miedo se enfrenta con el perro. Luego de la pelea, Woundwort no fue visto nunca más, dejando su suerte ambigua. Frith narra la desaparición del general, Campion toma el puesto de Woundwort y los conejos viven felices en Watership Down.
Años más tarde, la conejera es próspera. Un Hazel anciano es visitado por el Conejo Negro de la Muerte (se revela cómo El-ahrairah) quien lo invita a "unirse a su Owsla", asegurándole de seguridad perpetua de Watership Down. Más tranquilo, Hazel acepta y muere pacíficamente. El espíritu de Hazel sigue el Conejo Negro de la Muerte por el bosque y los árboles hacia el Sol, que se metamorfosea en Frith, y la otra vida.

## Reparto
| Hazel             | John Hurt           |
| Fiver             | Richard Briers      |
| Bigwig            | Michael Graham Cox  |
| Holly             | John Bennett        |
| Threarah          | Ralph Richardson    |
| Blackberry        | Simon Cadell        |
| Pipkin            | Roy Kinnear         |
| Silver            | Terence Rigby       |
| Dandelion         | Richard O'Callaghan |
| Cowslip           | Denholm Elliott     |
| Kehaar            | Zero Mostel         |
| Woundwort         | Harry Andrews       |
| Hyzenthlay        | Hannah Gordon       |
| Campion           | Nigel Hawthorne     |
| Gato              | Lynn Farleigh       |
| Blackavar         | Clifton Jones       |
| Vervain y Chervil | Derek Griffiths     |
| Frith             | Michael Hordern     |
| Conejo Negro      | Joss Ackland        |

## Serie animada
21 años después del estreno de la película, se creó una serie animada con el mismo nombre, con un estilo más amigable para los niños.
La trama de esta adaptación sigue el viaje de Hazel y su hermano Fiver que junto con algunos de sus amigos llegan a un lugar llamado Watership Down, que tendrán que proteger de humanos, depredadores y del régimen del general Woundwart.
La serie cuenta con 3 temporadas y se emitió por primera vez el 13 de agosto de 1999 en Japón y posteriormente en Reino Unido, 28 de septiembre de 1999. También los actores de doblaje que participaron en la película no fueron los mismos que los que doblaron la serie animada, cambiando a John Hurt por Ian Shaw para la voz de Hazel y a Richard Briers por Andrew Falvey para la voz de Fiver.